# 20 kilomètres marche masculin aux championnats du monde d'athlétisme 2015
Pour un article plus général, voir Championnats du monde d'athlétisme 2015.
Navigation
Moscou 2013 Londres 2017
L'épreuve du 20 kilomètres marche masculin des championnats du monde de 2015 a lieu le 23 août 2015 dans la ville de Pékin, au sein du Parc olympique, avec un départ et une arrivée au Stade national de Pékin. Elle est remportée par l'Espagnol Miguel Ángel López.

## Records et performances

### Records
Les records du 20 km marche hommes (mondial, des championnats et par continent) étaient avant les championnats 2013 les suivants.
| Record                    | Athlète             | Pays      | Temps           | Lieu              | Date          |
| ------------------------- | ------------------- | --------- | --------------- | ----------------- | ------------- |
| Record du monde           | Yūsuke Suzuki       | Japon     | 1 h 16 min 36 s | Nomi (Japon)      | 15 mars 2015  |
| Record des championnats   | Jefferson Pérez     | Équateur  | 1 h 17 min 21 s | Paris Saint-Denis | 23 août 2003  |
| Record d'Afrique          | Hatem Ghoula        | Tunisie   | 1 h 19 min 02 s | Eisenhüttenstadt  | 10 mai 1997   |
| Record d'Asie             | Yūsuke Suzuki       | Japon     | 1 h 16 min 36 s | Nomi (Japon)      | 15 mars 2015  |
| Record d'Amérique du Nord | Julio René Martínez | Guatemala | 1 h 17 min 46 s | Eisenhüttenstadt  | 8 mai 1999    |
| Record d'Amérique du Sud  | Jefferson Pérez     | Équateur  | 1 h 17 min 21 s | Paris Saint-Denis | 23 août 2003  |
| Record d'Europe           | Yohann Diniz        | France    | 1 h 17 min 02 s | Arles             | 8 mars 2015   |
| Record d'Océanie          | Nathan Deakes       | Australie | 1 h 17 min 33 s | Cixi              | 23 avril 2005 |

### Meilleures performances de l'année 2015
Les dix coureurs les plus rapides de l'année sont, avant les championnats (au 10 août 2015), les suivants.
|  | Athlète | Pays | Temps | Lieu | Date |
|  | ------- | ---- | ----- | ---- | ---- |

1. 1:16:36	Yūsuke Suzuki 2 JAN 1988	 JPN	 1		 Nomi, JPN	 15 MAR 2015
2. 1:17:02	Yohann Diniz	 1 JAN 1978	 FRA	 1		 Arles	 08 MAR 2015
3. 1:18:00	Wang Zhen	 24 AUG 1991	 CHN	 1		 La Corogne 06 JUN 2015
4. 1:18:03	Eiki Takahashi 	 19 NOV 1992	 JPN	 1r1		 Kobe	 15 FEB 2015
5. 1:18:44	Chen Ding	 5 AUG 1992	 CHN	 2		 La Corogne 06 JUN 2015
6. 1:19:08	Isamu Fujisawa 	 12 OCT 1987	 JPN	 2		 Nomi, JPN	 15 MAR 2015
7. 1:19:08	Daisuke Matsunaga 	 24 MAR 1995	 JPN	 3		 Nomi, JPN	 15 MAR 2015
8. 1:19:12	Kai Kobayashi 	 28 FEB 1993	 JPN	 4		 Nomi, JPN	 15 MAR 2015
9. 1:19:13	Kim Hyun-sub 31 MAY 1985	 KOR	 5		 Nomi, JPN	 15 MAR 2015
10. 1:19:18	Bertrand Moulinet 	 6 JAN 1987	 FRA	 2		 Arles	 08 MAR 2015
11. 1:19:42	Satoshi Maruo	 28 NOV 1991	 JPN	 6		 Nomi, JPN	 15 MAR 2015
12. 1:19:45	Cai Zelin	 11 APR 1991	 CHN	 3		 La Corogne 06 JUN 2015
13. 1:19:52	Miguel Ángel López 	 3 JUL 1988	 ESP	 1		 Rentería	 22 MAR 2015 et 1:19:52 1 Murcie	 17 mai 2015

## Médaillés
| Or                 | Argent    | Bronze          |
| Miguel Ángel López | Wang Zhen | Benjamin Thorne |

## Critères de qualification
Pour se qualifier pour les Championnats, il fallait avoir réalisé  1 h 25 min ou moins entre le 1er janvier 2014 et le 10 août 2015.
Le champion du monde en titre bénéficie d'une wild card, tandis que les champions continentaux en titre sont également qualifiés, la décision finale d'aligner l'athlète relevant de la fédération nationale concernée.
En outre, les trois premiers du Challenge mondial de marche 2014 sont considérés comme ayant réussi les minima.

## Faits marquants
Les trois précédents championnats du monde ont été remportés par des Russes : aucun ne participe à Pékin en raison du scandale de dopage au sein de l'école de marche de Saransk.

## Résultats
| Rang               | Athlète                 | Nationalité      | Temps           | Notes |
| ------------------ | ----------------------- | ---------------- | --------------- | ----- |
| Médaille d'or      | Miguel Ángel López      | Espagne          | 1 h 19 min 14 s | PB    |
| Médaille d'argent  | Wang Zhen               | Chine            | 1 h 19 min 29 s |       |
| Médaille de bronze | Benjamin Thorne         | Canada           | 1 h 19 min 57 s | NR    |
| 4                  | Ihor Hlavan             | Ukraine          | 1 h 20 min 29 s | SB    |
| 5                  | Cai Zelin               | Chine            | 1 h 20 min 42 s |       |
| 6                  | Caio Bonfim             | Brésil           | 1 h 20 min 44 s | SB    |
| 7                  | Eider Arévalo           | Colombie         | 1 h 21 min 13 s |       |
| 8                  | Dane Alex Bird-Smith    | Australie        | 1 h 21 min 37 s |       |
| 9                  | Chen Ding               | Chine            | 1 h 21 min 39 s |       |
| 10                 | Kim Hyun-sub            | Corée du Sud     | 1 h 21 min 40 s |       |
| 11                 | Lebogang Shange         | Afrique du Sud   | 1 h 21 min 43 s | NR    |
| 12                 | Evan Dunfee             | Canada           | 1 h 21 min 48 s | SB    |
| 13                 | Isamu Fujisawa          | Japon            | 1 h 21 min 51 s |       |
| 14                 | Iñaki Gómez             | Canada           | 1 h 21 min 55 s | SB    |
| 15                 | Eder Sánchez            | Mexique          | 1 h 21 min 56 s | SB    |
| 16                 | Álvaro Martín           | Espagne          | 1 h 22 min 04 s |       |
| 17                 | Quentin Rew             | Nouvelle-Zélande | 1 h 22 min 18 s | SB    |
| 18                 | Hagen Pohle             | Allemagne        | 1 h 22 min 29 s |       |
| 19                 | Massimo Stano           | Italie           | 1 h 22 min 53 s |       |
| 20                 | Giorgio Rubino          | Italie           | 1 h 23 min 23 s |       |
| 21                 | Ruslan Dmytrenko        | Ukraine          | 1 h 23 min 37 s |       |
| 22                 | José Leonardo Montaña   | Colombie         | 1 h 23 min 53 s |       |
| 23                 | Dzianis Simanovich      | Biélorussie      | 1 h 23 min 54 s |       |
| 24                 | Tom Bosworth            | Royaume-Uni      | 1 h 23 min 58 s |       |
| 25                 | Aléxandros Papamichaíl  | Grèce            | 1 h 24 min 11 s |       |
| 26                 | Jared Tallent           | Australie        | 1 h 24 min 19 s |       |
| 27                 | Federico Tontodonati    | Italie           | 1 h 24 min 33 s |       |
| 28                 | Horacio Nava            | Mexique          | 1 h 24 min 40 s | SB    |
| 29                 | Diego García (marche)   | Espagne          | 1 h 24 min 52 s |       |
| 30                 | Georgiy Sheiko          | Kazakhstan       | 1 h 24 min 58 s |       |
| 31                 | Julio César Salazar     | Mexique          | 1 h 24 min 58 s |       |
| 32                 | Chris Erickson          | Australie        | 1 h 25 min 15 s |       |
| 33                 | Kévin Campion           | France           | 1 h 25 min 16 s |       |
| 34                 | Nils Brembach           | Allemagne        | 1 h 25 min 21 s |       |
| 35                 | Gurmeet Singh           | Inde             | 1 h 25 min 22 s |       |
| 36                 | João Vieira             | Portugal         | 1 h 25 min 49 s |       |
| 37                 | Mauricio Arteaga        | Équateur         | 1 h 25 min 50 s |       |
| 38                 | Christopher Linke       | Allemagne        | 1 h 26 min 10 s |       |
| 39                 | Ivan Losev              | Ukraine          | 1 h 26 min 32 s |       |
| 40                 | Anatole Ibañez          | Suède            | 1 h 26 min 34 s |       |
| 41                 | Chandan Singh           | Inde             | 1 h 26 min 40 s |       |
| 42                 | Juan Manuel Cano        | Argentine        | 1 h 27 min 10 s |       |
| 43                 | Marco Antonio Rodríguez | Bolivie          | 1 h 27 min 15 s |       |
| 44                 | Anton Kučmín            | Slovaquie        | 1 h 27 min 46 s |       |
| 45                 | Choe Byeong-kwang       | Corée du Sud     | 1 h 28 min 01 s |       |
| 46                 | Richard Vargas          | Venezuela        | 1 h 28 min 18 s |       |
| 47                 | Eiki Takahashi          | Japon            | 1 h 28 min 30 s |       |
| 48                 | José María Raymundo     | Guatemala        | 1 h 29 min 01 s |       |
| 49                 | Yerko Araya             | Chili            | 1 h 29 min 12 s |       |
| 50                 | Kenny Martín Pérez      | Colombie         | 1 h 29 min 31 s |       |
|                    | Andrés Chocho           | Équateur         |                 | DQ    |
|                    | Alex Wright             | Irlande          |                 | DQ    |
|                    | Byun Young-jun          | Corée du Sud     |                 | DQ    |
|                    | Marius Šavelskis        | Lituanie         |                 | DQ    |
|                    | Aliaksandr Liakhovich   | Biélorussie      |                 | DQ    |
|                    | Pavel Chihuan           | Pérou            |                 | DNF   |
|                    | Sérgio Vieira           | Portugal         |                 | DNF   |
|                    | Erik Tysse              | Norvège          |                 | DNF   |
|                    | Perseus Karlström       | Suède            |                 | DNF   |
|                    | Yusuke Suzuki           | Japon            |                 | DNF   |
|                    | Baljinder Singh         | Inde             |                 | DNF   |

## Temps de passage
Les temps de passage sont pris tous les 5 kilomètres.
| Distance | Athlète     | Pays      | Temps       |
| -------- | ----------- | --------- | ----------- |
| 5 km     | Hagen Pohle | Allemagne | 20 min 10 s |
| 10 km    | Cai Zelin   | Chine     | 40 min 20 s |
| 15 km    | Wang Zhen   | Chine     | 59 min 53 s |

## Légende
Records et Performances
- AR : Record continental (area record)
- CR : Record des championnats (championship record)
- MR : Record du meeting (meet record)
- NR : Record national (national record)
- OR : Record olympique (olympic record)
- PR : Record paralympique (paralympic record)
- PB : Record personnel (personal best)
- SB : Meilleure performance personnelle de la saison (season's best)
- WL : Meilleure performance mondiale de l'année (world leader)
- WJR : Record du monde junior (world junior record)
- WR : Record du monde (world record)

Circonstances et Conditions
- DNF : N'a pas terminé (did not finish)
- DNS : N'a pas pris le départ (did not start)
- DQ : Disqualification (disqualification)
- NM : Aucun essai valable enregistré (No Mark)
- Q : Qualifié « directement » au prochain tour (ou à la prochaine compétition), lors d'une compétition majeure, grâce au classement ou à la réalisation des minima (automatic qualifier)
- q : Qualifié au prochain tour (ou à la prochaine compétition), lors d'une compétition majeure, grâce au repêchage ou à la réalisation de l'une des meilleures performances parmi celles des « non qualifiés directement » (grâce au meilleur temps ou à la meilleure distance par exemple) (secondary qualifier)